# Eschenbergturm
Der Eschenbergturm ist ein 31,5 Meter hoher Aussichtsturm im Winterthurer Eschenbergwald in der Schweiz. Er ist einer der ältesten Stahlfachwerktürme der Schweiz. Der Turm wurde 1888 nach Plänen der Maschinenfabrik Bosshard aus Näfels erbaut.
Während der Weihnachtsfeiertage wird der 31,5 Meter hohe Turm von rund 48 Freiwilligen bewacht. Dies soll Lebensmüde von dem Sturz in den Tod bewahren.

## Geschichte
Ursprünglich standen an der heutigen Stelle des Eschenbergturms zwei kleinere Holztürme, wovon der letzte 1875 abgebrochen wurde. Der Bau des heutigen Eschenbergturms wurde vom SAC Winterthur initiiert, der 1888 einen öffentlichen Projektwettbewerb für einen Neubau initiierte – wobei als Material Holz ausgeschlossen wurde. Insgesamt wurden 38 Projekte eingereicht und beurteilt, wobei die Steinbauten aus Kostengründen letztendlich ausser Betracht fielen, da die Baukosten 10'000 Franken womöglich nicht überschreiten sollten. Schlussendlich wurde als Gewinner eine von vier Eisenkonstruktionen ausgewählt, nämlich jene der Maschinenfabrik Bosshard aus Näfels.
Der Turm selbst wurde im Zeitraum von vier Wochen auf dem Eschenberg aufgestellt. Die Baukosten betrugen letztendlich 13'200 Franken, wovon 12'100 auf den Eisenturm selbst entfielen. Der Turm wurde durch Freiwilligenbeiträge realisiert. Mit der Einweihung des Turms am 25. August 1889 wurde dieser durch die lokale SAC-Sektion der Stadt Winterthur übergeben, die seither für den Unterhalt des Turms zuständig ist.

## Lage
Der Eschenbergturm befindet sich mitten im Stadtwald Eschenberg auf einer Höhe von 591 m ü. M., nordöstlich des Wildparks Bruderhaus und nordwestlich der Lichtung Eschenberg. Erreichbar ist der Turm von verschiedenen Seiten. Am nächsten ist der Wildpark Bruderhaus, der eine beschränkte Anzahl von Parkplätzen sowie zeitweise eine ÖV-Anbindung über die Linie 12 bietet; von dort aus erklimmt man die 40 Höhenmeter zum Turm in ca. 10 Minuten. Von der Bushaltestelle «Turmstrasse» im Winterthurer Quartier Mattenbach, die durch die Buslinien 4 und 12 bedient wird, erreicht man den Turm zu Fuss über einen Fussweg von ca. 1,2 Kilometer und rund 110 Höhenmeter in ca. 15 Minuten über die Turmstrasse und den Turmfussweg.

## Beschreibung
Der Turm besitzt an der Basis eine Seitenlänge von 8 Metern und ist mittels 1,7 Meter starken Betonklötzen an dessen Ständern sowie an der Wendeltreppe gesichert. Die Unterlagsplatten der Ständer sind mit zwei Verankerungsschrauben mit dem Boden verbunden. Der Turm selbst wird gegen oben hin schlanker, und die 30-Meter-Aussichtsplattform besitzt noch eine Seitenlänge von vier Metern.
Die vier Ständer an den Aussenseiten bestehen aus Winkeleisen mit Schenkellängen von 120 bis 150 Zentimetern. In der oberen Hälfte sind diese geradlinig, in der unteren Hälfte ausgeschweift. In der Mitte führt eine 0,8 Meter breite Wendeltreppe über 167 Treppenstufen nach oben zur Aussichtsplattform. Alle 3,8 Meter befindet sich ein Zwischenpodest, insgesamt sieben an der Zahl. Auf Höhe der Zwischenpodeste werden die vier Ständer mit jeweils 120 × 55 bis 60 × 140 Zentimeter starken Eisen verstärkt, die mittels Knotenblechen mit den Ständern sowie den ebenfalls zur Stabilisierung angebrachten Andreaskreuzen verbunden sind.
Die Aussichtsplattform in 30 Metern Höhe bietet vier Sitzgelegenheiten und eine Panoramatafel gegen Süden, auf der die umliegenden Berge beschrieben werden. Die Aussichtsplattform erreicht man über 167 Treppenstufen und 7 Zwischenpodeste. 

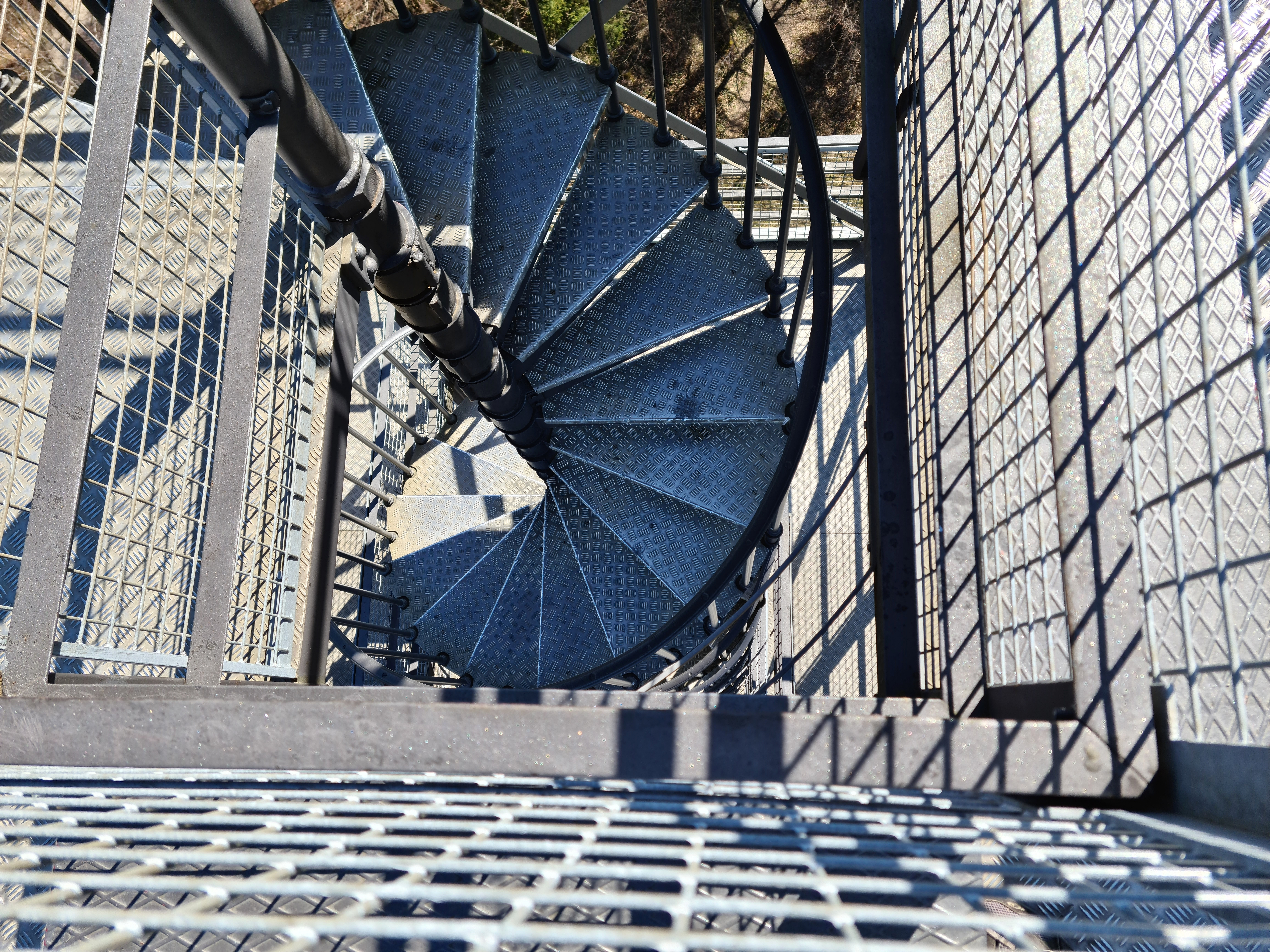
Treppen
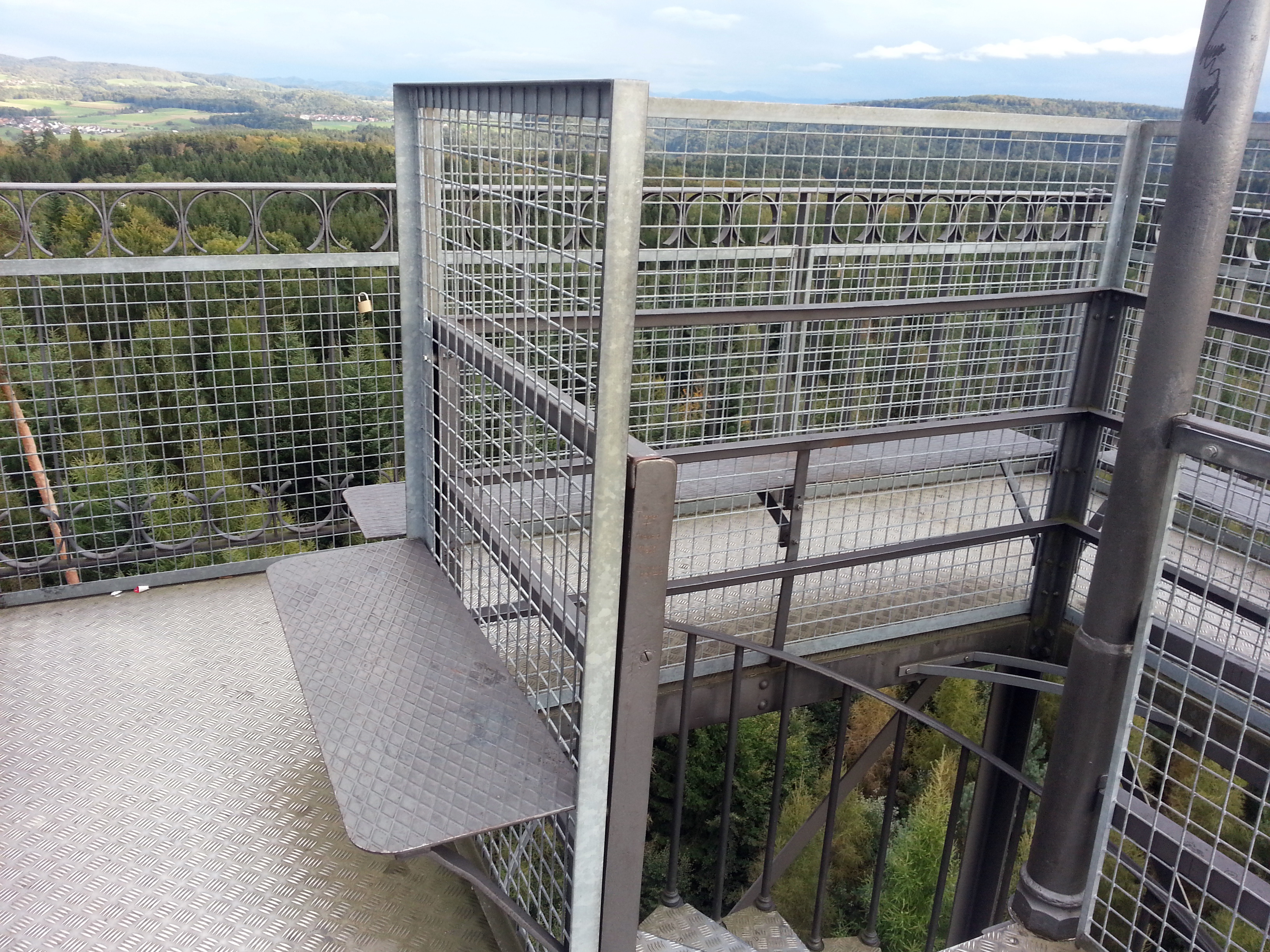
Plattform gegen Osten
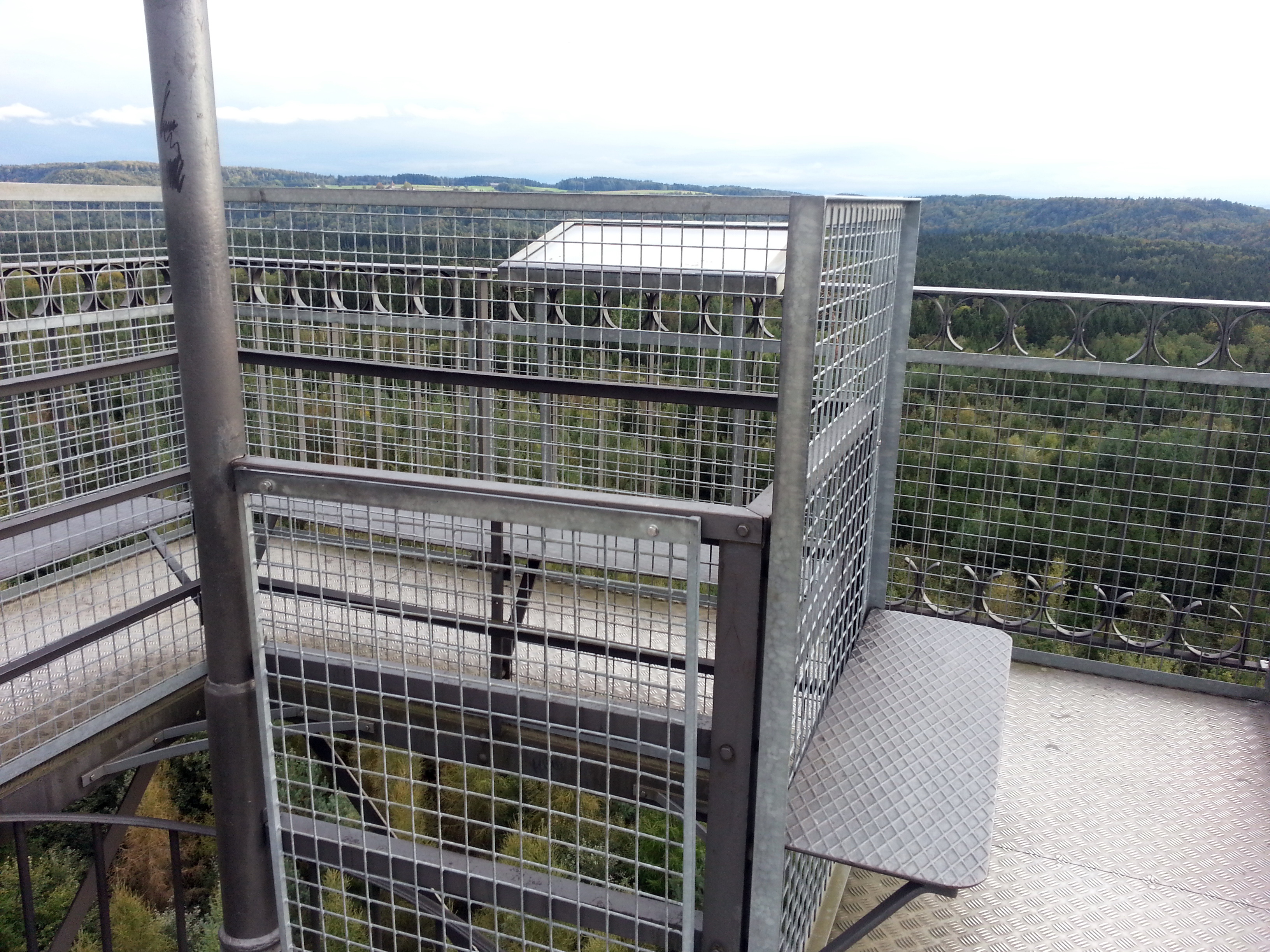
Plattform gegen Süden

## Umgebung
3 Feuerstellen mit Sitzgelegenheiten umrahmen den Aussichtsturm.

## Aussicht
Richtung Nordosten erblickt man Oberwinterthur. Ansonsten sind vor allem die Wälder rund um den Eschenbergturm zu sehen. Im Süden erkennt man das Schloss Kyburg. Bei klarer Sicht sind die Alpengipfel vom Säntis bis zum Tschingelhorn einsehbar.